# Albert Zweifel

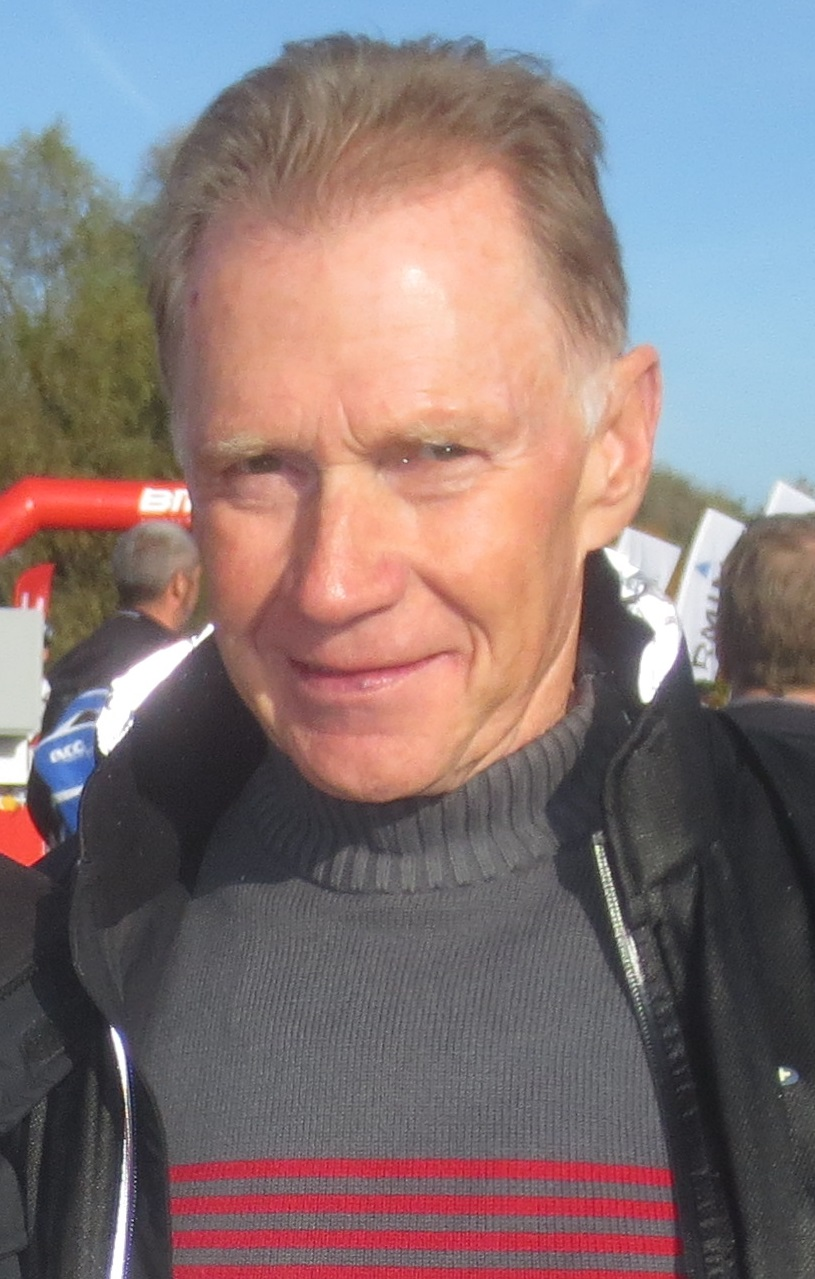
Zweifel en 2014

Albert Zweifel (nacido el 7 de junio de 1949 en Rüti, Zúrich, Suiza) es un exciclista de ciclocrós suizo, profesional de 1973 a 1989. Se proclamó cinco veces campeón del mundo de ciclocrós (1976, 1977, 1978, 1979 y 1986). También fue nueve veces campeón nacional suizo de ciclocrós, dominando este deporte en la década de 1970, y ganó grandes carreras internacionales como Aigle e Igorre.

## Palmarés
- Campeón del Mundo de Ciclocrós (1976, 1977, 1978, 1979 y 1986)  
  - 2.º en el Campeonato Mundial de Ciclocrós (1975, 1982 y 1983) 
  - 3.º en el Campeonato Mundial de Ciclocrós (1981 y 1984)
- Campeón de Suiza de Ciclocrós (1976, 1977, 1979, 1980, 1981, 1982, 1983, 1984 y 1985)
- 1.º en el Ciclocross de Igorre (1985, 1986, 1988)

### Resultados en el Giro de Italia
- Giro de Italia 1974: 88.º

### Resultados en el Tour de Francia
- Tour de Francia 1981: 109.º

## Reconocimientos
- Fue designado como uno de los ciclistas más destacados de la historia al ser elegido en el año 2002 para formar parte de la Sesión Inaugural del Salón de la Fama de la UCI.[3]